# Тараново (Днепропетровская область)
Тараново (укр. Таранове) — село,
Зеленогайский сельский совет,
Васильковский район,
Днепропетровская область,
Украина.
Код КОАТУУ — 1220785507. Население по переписи 2001 года составляло 263 человека.

## Географическое положение
Село Тараново находится в 2-х км от правого берега реки Чаплина,
на расстоянии в 0,5 км от села Красногорское, в 1,5 км от села Крутенькое и в 2,5 км от села Хуторо-Чаплино.
По селу протекает пересыхающий ручей с запрудами.

## Известные люди
- Хорунжий, Анатолий Мефодьевич (1915—1991) — украинский советский писатель и журналист.